# 佐賀県道329号九千部山公園線
佐賀県道329号九千部山公園線（さがけんどう329ごう くせんぶやまこうえんせん）は、佐賀県鳥栖市を通る一般県道である。

## 概要
鳥栖市河内町から鳥栖市永吉町に至る。九千部山に向かうための県道で、典型的な山道であるが、終点付近の平地では郊外型店舗もある。
起点近くは、福岡県那珂川市との県境にあたる。

### 路線データ
- 起点：佐賀県鳥栖市河内町
- 終点：佐賀県鳥栖市永吉町（弥生が丘入口交差点、国道3号交点）

## 地理

### 通過する自治体
- 鳥栖市

### 交差する道路
| 交差する道路                                              | 交差する場所  | 交差する場所              |
| --------------------------------------------------------- | ------------- | ------------------------- |
| 福岡県道・佐賀県道17号久留米基山筑紫野線 / 鳥栖筑紫野道路 | 弥生が丘7丁目 | 柚比IC                    |
| 国道3号                                                   | 永吉町        | 弥生が丘入口交差点 / 終点 |

### 交差する鉄道
- 鹿児島本線

### 沿線
- 九千部山
- 河内ダム
- 鳥栖プレミアム・アウトレット
- 鳥栖市立弥生が丘小学校
- JR九州鹿児島本線 弥生が丘駅